# Eriocaulon philippo-coburgii
Eriocaulon philippo-coburgii är en gräsväxtart som beskrevs av Szyszyl. och Heinrich Wawra. Eriocaulon philippo-coburgii ingår i släktet Eriocaulon och familjen Eriocaulaceae.
Artens utbredningsområde är Sri Lanka. Inga underarter finns listade i Catalogue of Life.